# Court-Nunatak
Der Court-Nunatak ist ein 5 km langer und 685 m hoher Nunatak an der Lassiter-Küste im Osten des Palmerlands auf der Antarktischen Halbinsel. Er ragt unmittelbar östlich der Mündung des Meinardus-Gletschers in den westlichen Teil des New Bedford Inlet auf.
Entdeckt und aus der Luft fotografiert wurde er während der United States Antarctic Service Expedition (1939–1941) bei einem Überflug im Dezember 1940. Weitere Luftaufnahmen entstanden 1947 bei einem Überflug im Rahmen der Ronne Antarctic Research Expedition (1947–1948) unter der Leitung des US-amerikanischen Polarforschers Finn Ronne, der in Zusammenarbeit mit dem Falkland Islands Dependencies Survey (FIDS) zudem geodätische Vermessungen vornahm. Der FIDS benannte ihn nach dem US-amerikanischen Meteorologen Arnold Court (1914–1999), der für den USAS zwischen 1939 und 1941 auf der West Base des United States Antarctic Service im Marie-Byrd-Land tätig war.